# Atractaspis congica
Espèce
Atractaspis congica est une espèce de serpents de la famille des Lamprophiidae. 

## Répartition
Cette espèce se rencontre :
- dans la bande de Caprivi en Namibie ;
- au Botswana ;
- en Angola ;
- en Zambie ;
- en République démocratique du Congo ;
- en République du Congo ;
- au Cameroun.

## Description
C'est un serpent venimeux.

## Liste des sous-espèces
Selon The Reptile Database (12 février 2014) :
- Atractaspis congica congica Peters, 1877
- Atractaspis congica leleupi Laurent, 1950
- Atractaspis congica orientalis Laurent, 1945

## Publications originales
- Laurent, 1945 : Contribution a la connaissance du Genre Atractaspis A. Smith. Revue de zoologie et de botanique africaines, vol. 38, p. 312-343.
- Laurent, 1950 : Reptiles nouveaux des Kundelungu. Revue de zoologie et de botanique africaines, vol. 43, no 4, p. 349-352.
- Peters, 1877  : Übersicht der Amphibien aus Chinchoxo (Westafrika), welche von der Africanischen Gesellschaft dem Berliner zoologischen Museum übergeben sind. Monatsberichte der Königlichen Preussischen Akademie der Wissenschaften zu Berlin, vol. 1877, p. 611-620 (texte intégral).